# Галтиу (Алба)
Галтиу (рум. Galtiu) насеље је у Румунији у округу Алба у општини Сантимбру. Oпштина се налази на надморској висини од 225 m.

## Становништво
Према подацима из 2002. године у насељу је живело 462 становника.

### Попис2002.
| Расподела становништва по националности 2002.‍ | Расподела становништва по националности 2002.‍ | Расподела становништва по националности 2002.‍ | Расподела становништва по националности 2002.‍ | Расподела становништва по националности 2002.‍ |
| --------------------------------------------- | --------------------------------------------- | --------------------------------------------- | --------------------------------------------- | --------------------------------------------- |
|                                               |                                               |                                               |                                               |                                               |
| Румуни                                        | Румуни                                        |                                               | 440                                           | 95,7%                                         |
| Роми                                          | Роми                                          |                                               | 20                                            | 4,3%                                          |